# Enšpígl
Enšpígl (německy Till Eulenspiegel nebo Ulenspiegel, nizozemsky Tijl Uilenspiegel) byl legendární lidový šprýmař vycházející z dolnoněmeckého folkloru, zřejmě součást středověké tradice písemně zachycené poprvé v knížkách lidového čtení na počátku 16. století. Oblíbený byl zejména na území dnešního Německa, Nizozemska a Francie.

## Ohlasy v kultuře

### Česká literatura
Česky byla Enšpíglova čtveráctví vícekrát zpracována, např.:
- Jan Horecký: Enšpigl, Veselé příběhy ze života lidového šaška (vydal Rudolf Štorch, Praha 1912)
- Eliška Krásnohorská: in Pohádky naší babičky (poprvé Josef R. Vilímek, Praha 1901)
- Jiří Kolář, Josef Hiršal: Enšpígl (ilustrace Kamil Lhoták, vydal SNDK 1968, Albatros 1992)

### Světová literatura

#### Charles de Coster
Známé literární zpracování pochází od belgického spisovatele Charlese de Costera z 19. století, který v díle Hrdinné, veselé i slavné příhody Thylberta Ulenspiegela a Lamma Goedzaka ve Flandřích a jinde (1867) představil mladíka z města Damme ve Vlámsku, syna uhlíře Klaase, který byl později za kacířství upálen, a Soetkin, která po Klaasově smrti žalem umřela.
Autor transformoval příběh do 16. století, kdy se Nizozemsko ocitlo pod nadvládou Španělska s všudypřítomnou inkvizicí a pronásledováním protestantů. Spolu s ostatními geuzy a svým věrným přítelem Lammem Goedzakem pod velením Viléma Oranžského burcoval prostý lid v boji proti Španělům.
Román česky vydaly Národní listy (1910), Ústřední dělnické knihkupectví a nakladatelství (1922, překlad Otakara Hanuše, jméno ilustrátora neuvedeno), Družstevní práce (1933 a 1949, s ilustracemi Vojtěcha Sedláčka).

#### Daniel Kehlmann
Daniel Kehlmann v románu Tyll (2017, česky 2019) přesadil příběh do třicetileté války. Tento Tyll je „zlomyslnější a krutější, nepřináší žádné poselství a nevede protiválečné agitky“.

### Hudba
- Richard Strauss složil symfonickou báseň Till Eulenspiegels lustige Streiche (Enšpíglova šibalství, 1895). Národní divadlo uvádělo Straussova Enšpíglova šibalství jako balet v letech 1972–1974.[2]
- Operu Otakara Jeremiáše Enšpígl uvedlo v roce 1949 Národní divadlo a v roce 1964 Divadlo J. K. Tyla v Plzni.[3]

### Jiné
- Časopis Eulenspiegel vychází v Německu.[4] Stejnojmenný časopis vycházel již v NDR.

## Etymologie
Jméno Eulenspiegel pochází z německého Eule (sova) a Spiegel (zrcadlo). Na obrázcích je Till někdy zobrazován se sovou (symbolem moudrosti) v pravé ruce a zrcadlem (symbolem reflexe) v levé ruce. Lem suknice je ozdoben stylizovanými dubovými listy – symbolem Německa.

## Galerie

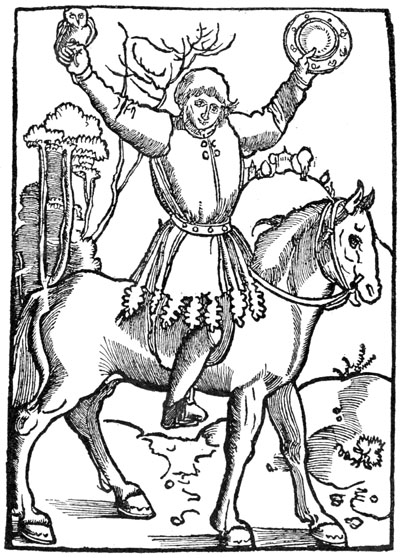
Thyl Ulenspiegel (dřevoryt, 1515)
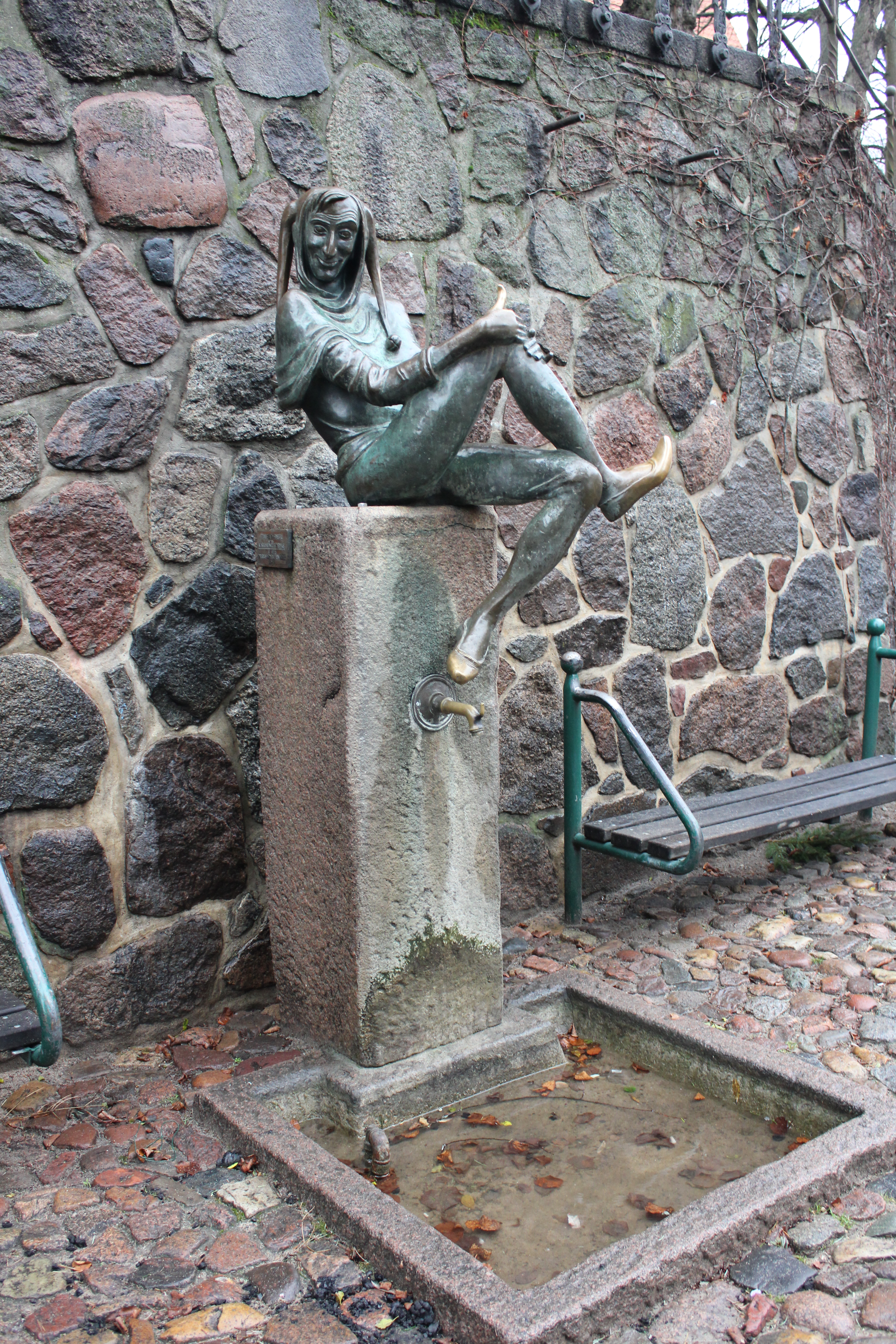
Till Eulenspiegel (Mölln)